# Überbaubare Grundstücksfläche
Die überbaubare Grundstücksfläche (auch Baufenster, Baufeld, bebaubarer Bereich, Baubereich) ist der Teil eines Grundstücks, auf dem gebaut werden darf. Sie wird durch das jeweilig geltende Recht festgelegt.

## Deutschland
In Deutschland wird die überbaubare Grundstücksfläche in der Baunutzungsverordnung definiert. Sie gilt als der Teil eines Baugrundstücks, auf dem entsprechend den Festsetzungen des Bebauungsplans und unter Beachtung der jeweiligen bauordnungsrechtlichen Vorschriften ein Bauwerk oder Gebäude mit dem zulässigen Maß der baulichen Nutzung errichtet werden darf.
Die Fläche wird im Bebauungsplan zeichnerisch dargestellt und durch Baugrenzen sowie gegebenenfalls Baulinien (auch Fluchtlinien) begrenzt. Die Form der zeichnerischen Darstellung ist in der Planzeichenverordnung (PlanzV) geregelt.
Das Baufenster begrenzt bewusst die Bebauungsmöglichkeiten eines Grundstücks, um eine planerisch gewollte Positionierung von Gebäuden zu erreichen, und erfolgt aus städtebaulichen Überlegungen.
Die ebenfalls in der Baunutzungsverordnung geregelte Bebauungstiefe ist die maximale Tiefe der überbaubaren Grundstücksfläche. Sie gibt an, wie weit ein Grundstück ab der das Grundstück erschließenden Straße „nach hinten“ bebaut werden darf. Diese Festsetzungen sind für Hauptgebäude (das heißt ohne Nebengebäude wie beispielsweise Garagen) rechtsverbindlich.
Neben der Bebauungstiefe wird auch die Bauweise geregelt. Dabei handelt es sich um die Art und Weise, wie Gebäude unter Einbeziehung der Grundstücksgrenzen angeordnet werden dürfen.

### Baugrenze

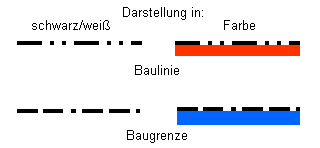
Darstellung von Baulinie und Baugrenze in einem Bebauungsplan gemäß PlanzV (90)

Die Baugrenze ist die im Bebauungsplan festgesetzte beziehungsweise eingezeichnete Linie, welche von Gebäuden oder deren Teilen nicht überbaut werden darf. Wenn nur eine Baugrenze und keine Baulinie festgelegt ist, kann innerhalb dieses Baufensters das Gebäude entsprechend den gesetzlichen Richtlinien, wie den erforderlichen Abstandsflächen, frei positioniert werden.
Ein Vortreten von Gebäudeteilen in geringfügigem Ausmaß kann zugelassen werden (§ 23 Abs. 3 S. 2 BauNVO).

### Baulinie (Fluchtlinie)
Im Gegensatz zur Baugrenze darf das Gebäude hinter der Baulinie nicht zurückbleiben, sondern die betreffende Außenwand muss exakt an der Baulinie liegen. Ziel einer Baulinie ist es zumeist, eine durchgehende Häuserflucht an der Straßenseite zu erzielen. Frühere Bezeichnungen für die Baulinie sind Bauflucht und Baukante.

## Schweiz
In der Schweiz unterscheidet man gemäss IVHB die Begriffe bebaubarer Bereich, Baubereich und Baulinie. Der bebaubare Bereich ist der Teil eines Grundstücks, auf dem nach allgemeinen Abstandsvorschriften und Baulinien gebaut werden darf.

### Baubereich
Will man vom bebaubaren Bereich abweichen, kann im Nutzungsplanverfahren ein Baubereich festgelegt werden. Meist erfolgt dies im Rahmen von Gebietsplanungen mittels Sondernutzungsplänen. Höherrangige Abstandsvorschriften bleiben jedoch verbindlich, so können sich kommunal festgelegte Baubereiche nicht über Nationalstrassenbaulinien hinwegsetzen. Die Wirkung des Baubereichs kann durch kantonales oder kommunales Recht genauer bestimmt werden. Der Begriff Baufeld ist in der Schweiz ein Synonym des Begriffs Baubereich und soll seit der Festsetzung der IVHB nicht mehr verwendet werden.

### Baulinie
Die Baulinie begrenzt die Bebauung zur Sicherung bestehender und geplanter Anlagen und Flächen sowie der baulichen Gestaltung. Sie wird im Baulinienplan als Teil der Nutzungsplanung festgesetzt unterscheidet sich gegenüber dem Baubereich dahingehend, dass sie meist auf den öffentlichen Grund ausgerichtet ist und grossflächiger angewendet wird. Zudem kann die Baulinie differenziertere Vorschriften für die Bebauung definieren. Zum Beispiel können sich einzelne Baulinien auf unterschiedliche Geschosse beziehen.
Baulinien stützen sich auf verschiedene Rechtsgrundlagen und können somit unterschiedliche Zwecke und Wirkungen erzielen. Im Bundesrecht sind die Baulinien entlang von Nationalstrassen sowie bei Eisenbahn- und Flugplatzanlagen geregelt. Diese bilden separate Geobasisdatensätze nach Bundesrecht (ID 88, 97, 104). Alle weiteren Baulinien sind im kantonalen und kommunalen Recht verankert. Im minimalen Geodatenmodell der Nutzungsplanung sind Baulinien unter den linienbezogenen Festlegungen definiert.
In den Kantonen Zürich und Schaffhausen können Verkehrsbaulinien generelle, kantonal geregelte Strassenabstände ersetzen. Das Bauliniengebiet ist grundsätzlich als Bauverbot zu betrachten. Verkehrsbaulinien können jedoch unter bestimmten Auflagen und Bestimmungen (Beseitigungsrevers) mit wieder entfernbaren Bauten wie Carports, Wintergärten überbaut werden, sofern die Verkehrssicherheit nicht beeinträchtigt wird. Gebäude, die zu einem späteren Zeitpunkt aus wirtschaftlichen Gründen nicht mehr entfernt werden können, dürfen hingegen nicht über Verkehrsbaulinien hinausgebaut werden.